# Гюнгормезская крепость
Гюнгормезская крепость — археологический памятник, расположенный на территории села Икинджи Удуллу Гаджигабульского района.

## Архитектура замка
Крепость Гюнгормез находится в 45 километрах от районного центра. Согласно источникам, история этого поселения охватывает большой период от античности до XVII века. Крепость, построенная для защиты от вражеских атак, была построена на самой высокой вершине горы. Ширина стен 3 метра. Внутри есть дополнительные стены. Нижняя часть этих стен также состоит из двух рядов огромных плит.
Считается, что циклопическая оборонительная башня существовала в этом районе еще до строительства крепости Гюнгормез. При строительстве новой крепости также использовались остатки циклопической башни.
Директор Дома истории и этнографии Сардахан Тахмазов сообщил, что при раскопках в этом районе были обнаружены ямные могилы, могилы богатых людей, керамика, различные предметы каменного века и др. В могилах были найдены используемые ими предметы и оружие.